# 細島 (広島県)

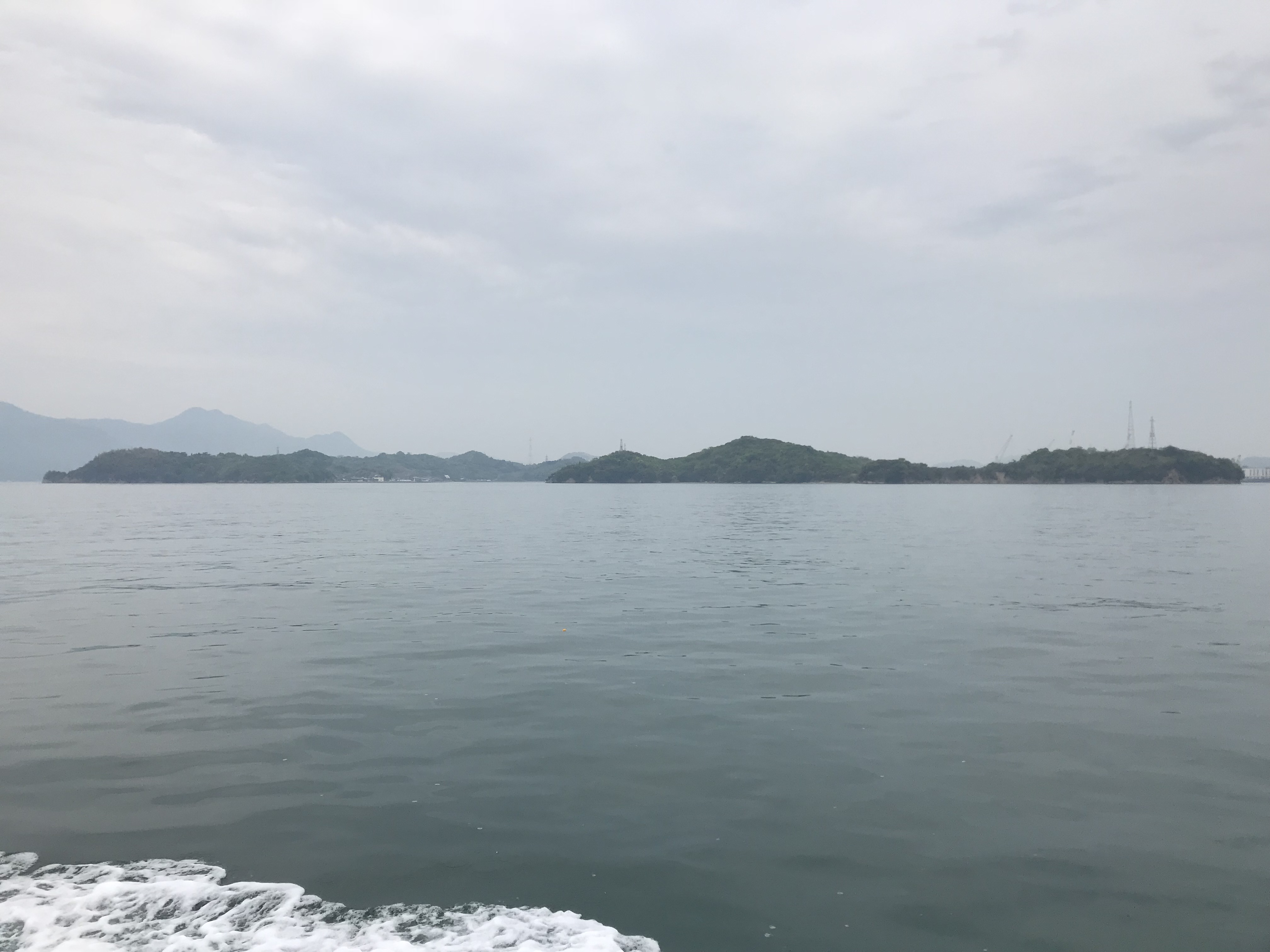
細島（左）と小細島（右）

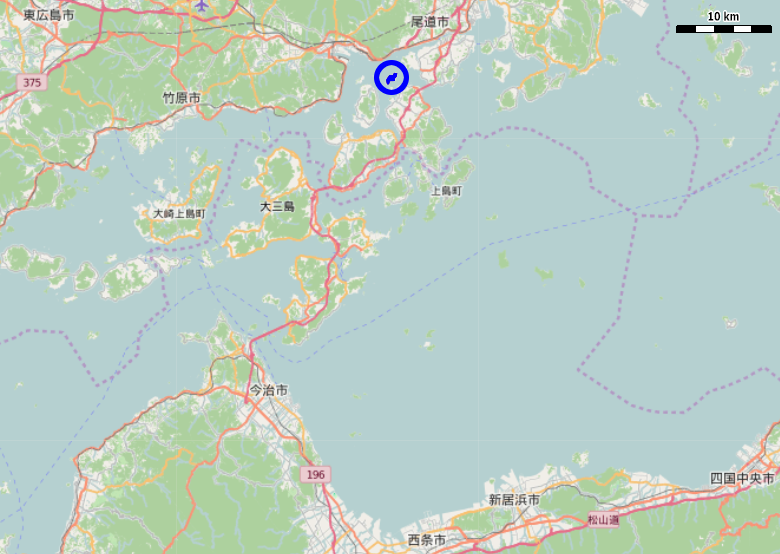
周辺

細島（ほそじま）は、瀬戸内海にある広島県尾道市に属する島。有人島である。

## 地理
芸予諸島の一つであり、因島の北西約1km、尾道中心部から南西約8kmに位置する。北の本州側から西にかけて三原市になり距離的には三原市中心部のほうが近い。ただし航路は因島からのみ。南にあるのが無人島の小細島、北東に向島と岩子島、西に佐木島と小佐木島・宿禰島。小細島とともに全域が〒722-2102広島県尾道市因島重井町。
面積0.76km2、周囲5.3km （2010年度）。最大標高は63mほどでその周囲は標高40mの丘陵になる。地質はほぼ花崗岩、残りが泥岩と砂。気候は瀬戸内海式気候。
島の南西部に1集落のみあり、2015年現在で29世帯47人、高齢化率は2013年現在61.8% 。少子高齢化が進んでいる。
主幹産業・生活環境は因島に依存している。就労者は因島の製造業などに従事している。島自体での産業は農業で、柑橘と野菜の栽培が行われている。
上水は因島からの海底送水管により繋がっており普及率100% 。下水は島内の浄化槽で処理しており普及率は24.5% 。医療機関はなく、介護予防支援も含めも因島に依存している。情報ネットワークとしては、携帯電話は繋がるが光ファイバー・CATVなどは未整備。ネットはADSLのみ。集落地周辺の高潮対策護岸は整備済みである一方で、土砂災害対策は不備な点がありハザードマップでは急傾斜地危険地域があるとして注意を促している。中心施設は多目的施設である「細島ハウス」になる。

## 歴史

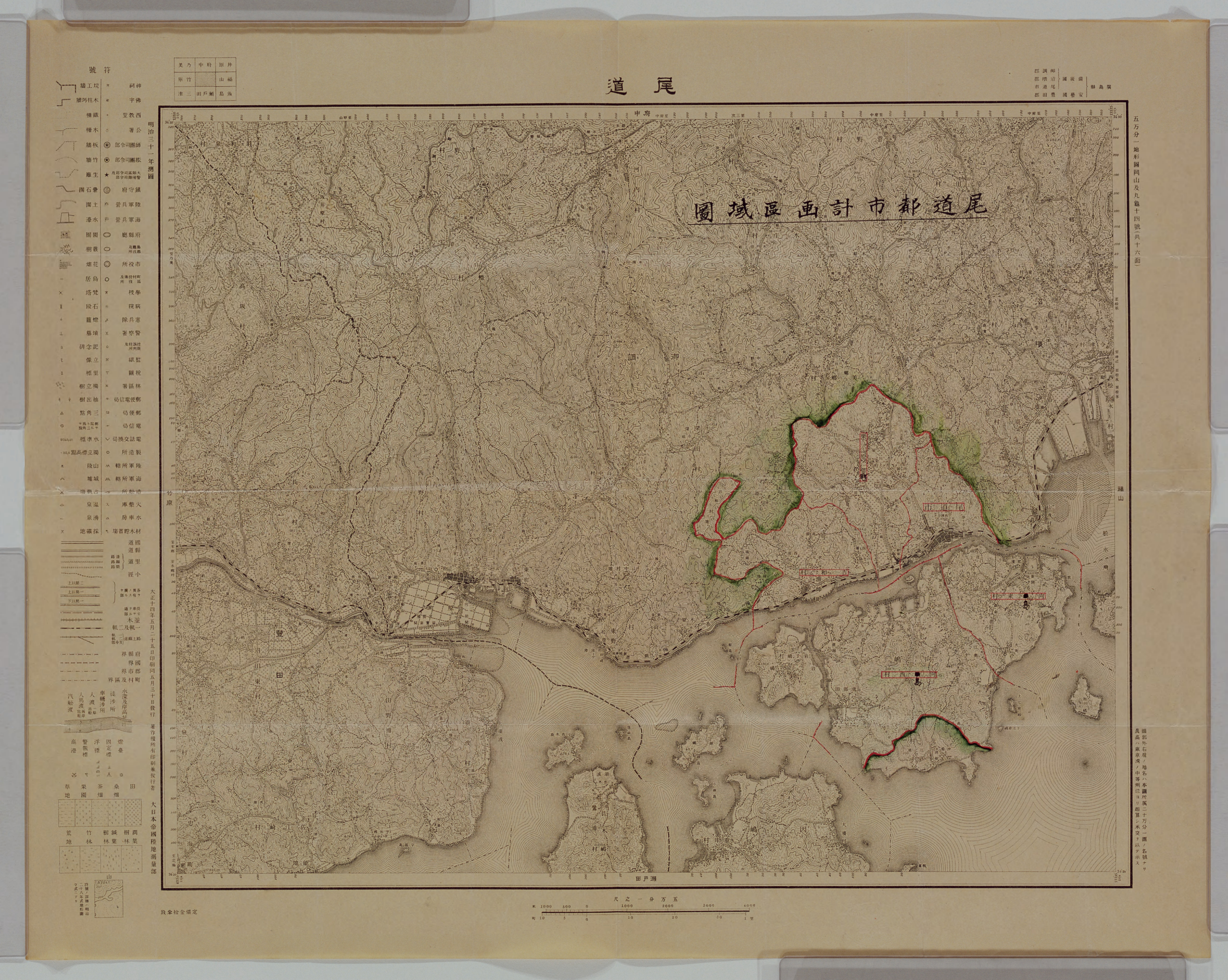
1929年（昭和4年）尾道都市計画区域図。人家が描かれている。

この島は因島と向島の間の海峡である布刈瀬戸の西側に位置し、そして布刈瀬戸は古来から安芸地乗りと呼ばれた瀬戸内海有数の航路であったことから、航路を掌握していた人物たちがその監視場所として用いていたと考えられており、伝承や記録などでそれに関連したものが幾つもある。
この島には遺跡が2つ・古墳が2つ、そして小細島にも同様に2つずつ存在している。その中の一つである細島第1号古墳は島の南東端の丘陵部にある箱式石棺の円墳で、時期は古墳時代中期のものと考えられており、そしてその場所からこの地で海上交通を掌握していた人物の墓であると推定されている。
島の名の由来は2つある。
- その形から[3]。
- 6世紀頃蘇我氏によって細部（水先人）がおかれたことから[3]。

中世には島の中央の山頂には細城（あるいは茶臼山城）という砦が存在していた。天満大自在天神・愛宕権現・毘沙門天・石槌大権現の4神が祀られているが、それ以上の詳細は不明である。中世に三原を拠点とした小島祐直の所領で、天文23年（1554年）には小島氏を攻め滅ぼした小早川隆景の所領となり、永禄10年（1567年）隆景から村上吉充に所領が与えられ、因島村上氏領となった。なお南側の因島重井には同年に吉充の本城である青木城ができている。
近世には広島藩領となる。
近代に入っても北側は瀬戸内の主要航路として用いられていた。近代的な灯台である長太夫礁灯標が設置されたのは明治27年（1894年）の事になる。

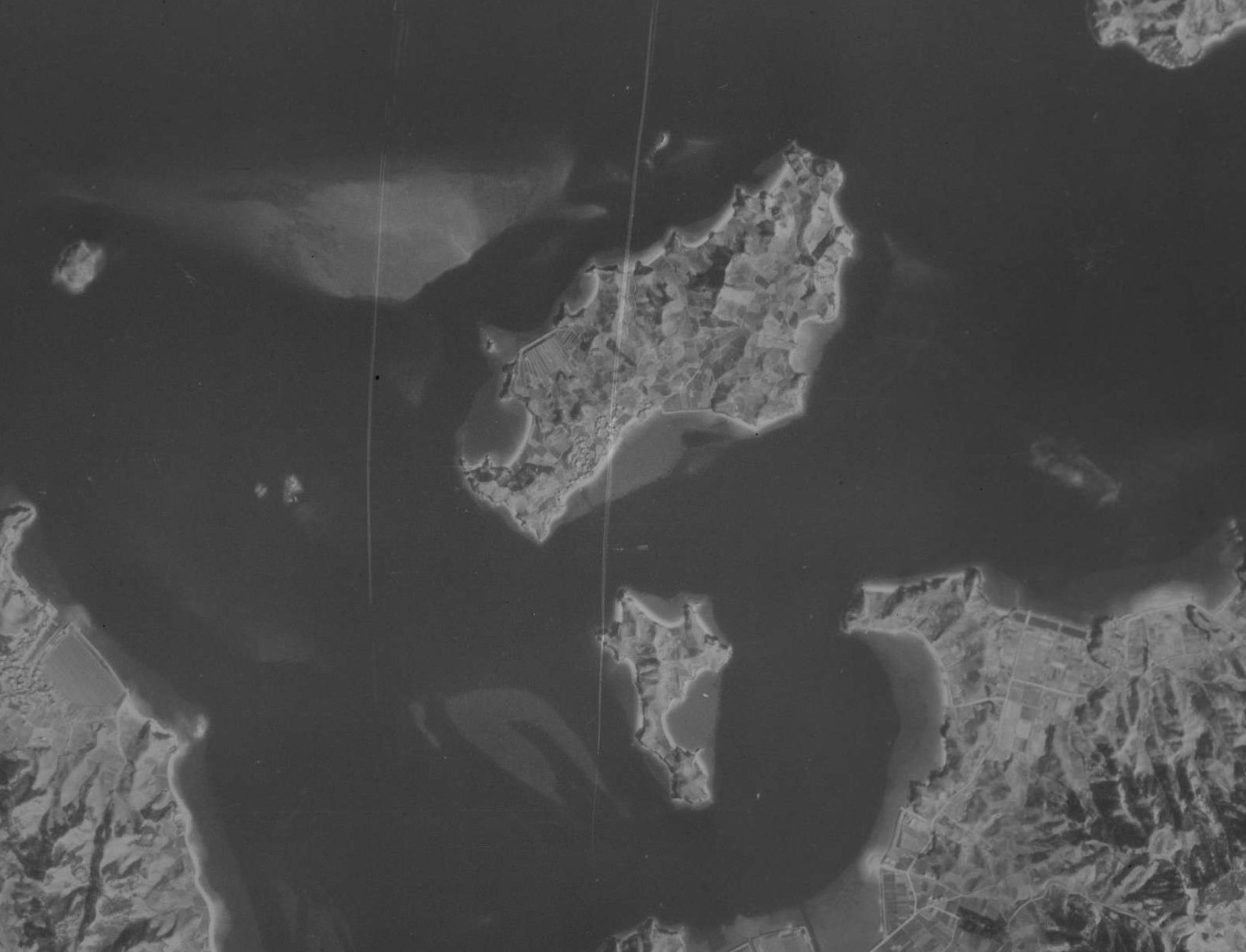
1948年アメリカ軍撮影
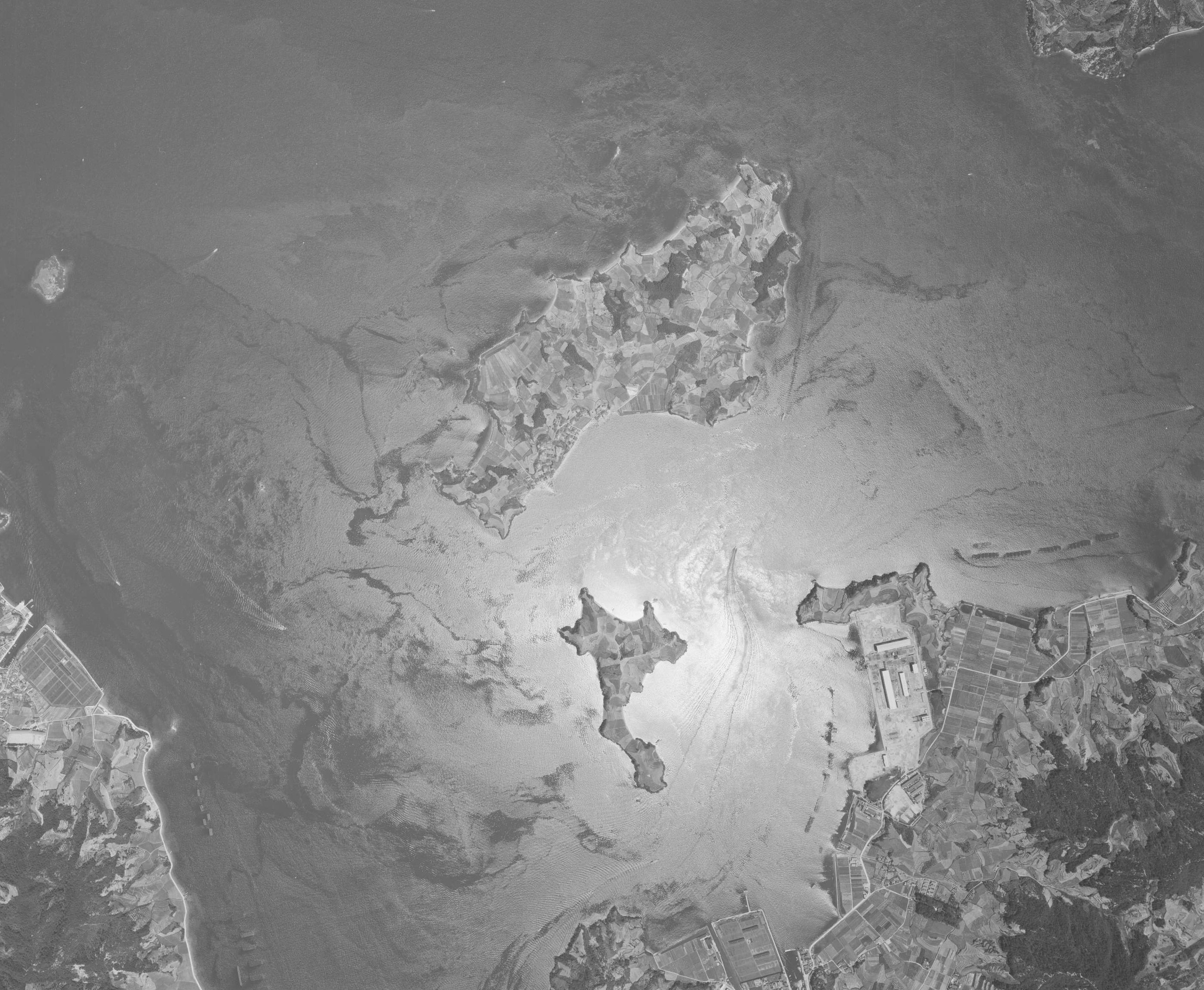
1966年
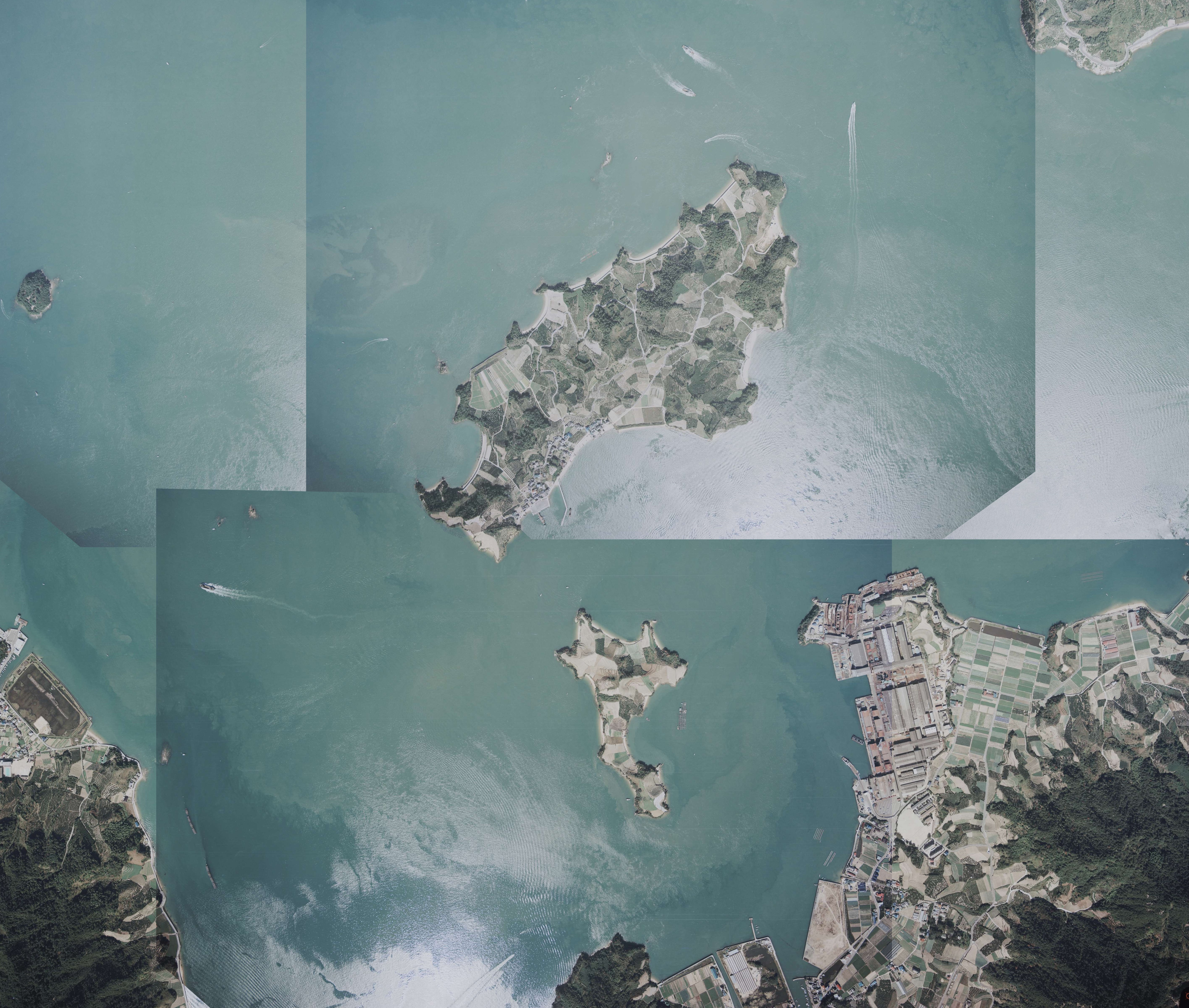
1981年
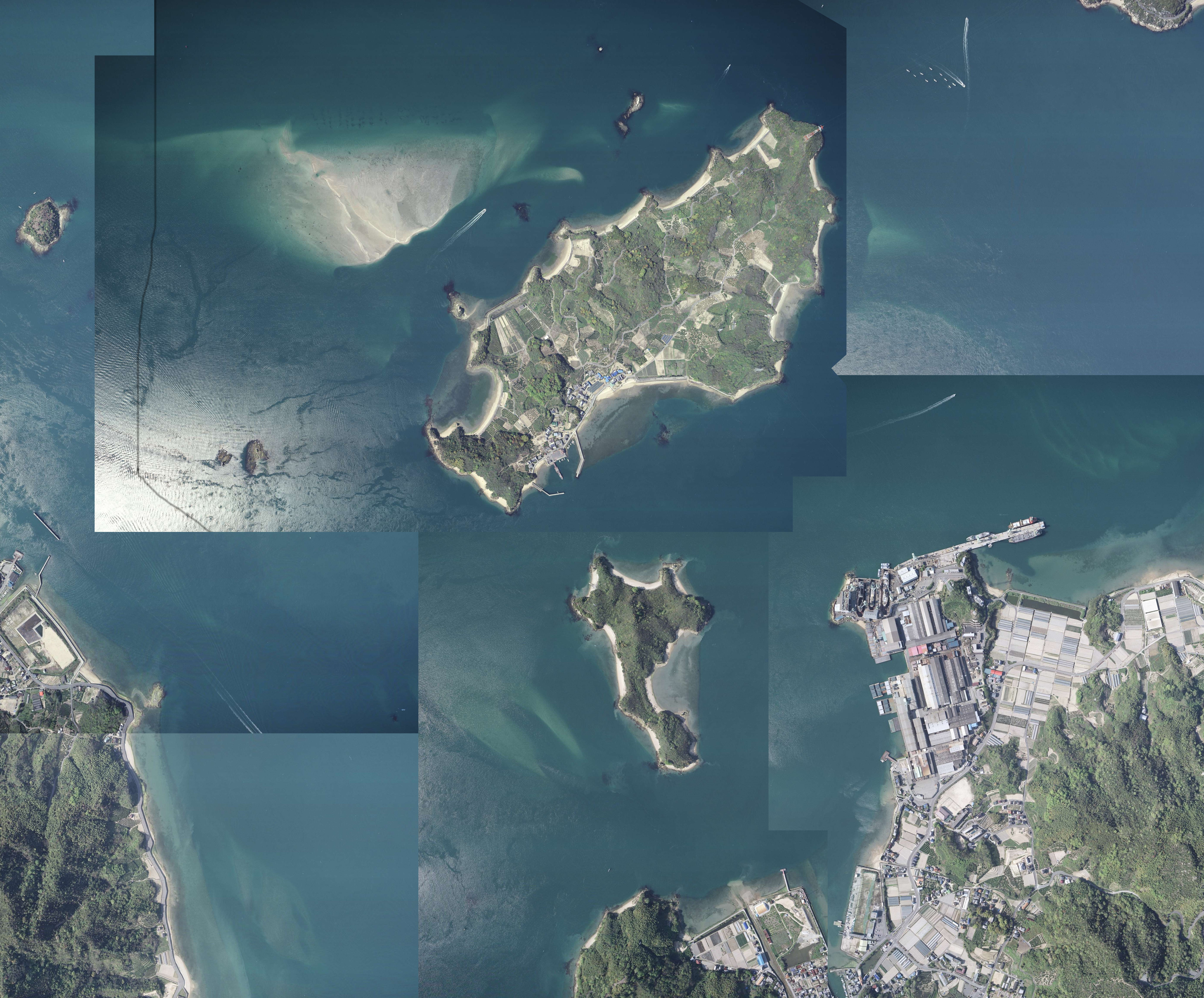
2010年

## 周辺
小細島
島の南にある無人島。面積0.14km2。耕作地として用いられていたが、現在ではそれも廃業している。
細ノ洲
島の西側にある砂州および海藻場であり、大潮の時のみ海上に現れる。日本の重要湿地500の一つ。この一帯には、かつてはクジラやイワシなどが多く見られ、岩子島と鯨島（三原市）の名称の由来になったと伝えられている。
長太夫礁灯標
細島の北端から西北西約500mの暗礁上にある灯標（灯台）。大浜埼灯台や高根島灯台とともに三原瀬戸航路に設置された9つの灯台の一つであり、その中で唯一の灯標。外装塗色が特殊なのは、北側に安全な航路があり南側に障害物（細島や細ノ洲など）があることを意味している。

## 交通
島への交通手段は細島港着の航路のみ。本州との航路はなく、因島重井西港（西浜港）からの市営フェリーが唯一の渡航手段である。市営フェリーの運航回数は1日18回である（2016年10月4日現在）。

## 参考資料
- “広島県離島振興計画（平成２５年度～平成３４年度）” (PDF).   広島県 (2013年12月). 2016年6月10日閲覧。